# Aimmy
Aimmy（1986年12月28日—），日本女歌手。本名渡邊愛未（わたなべ まなみ）。大阪府出身。血型A型。SISTUS RECORDS、GENEON所属。

## 概要
以樂團樹海的主音歌手，愛未（まなみ）的名義開始自己的音樂活動。

## 簡介
自幼在還是小学生的時候，受當時的流行偶像SPEED及安室奈美惠等影響，憧憬著成為歌手。於是自己開始嘗試著作詞及作曲。
2003年，16歳的時候，經友人介紹，與出羽良彰認識并組成組合，2004年樹海開始以大阪府為中心展開音樂活動，2006年3月，SISTUS RECORDS出版第一張單曲。
以後，一直擔任樹海的主唱歌手，2008年7月，宣布開始以獨立歌手的身份展開音樂活動，負責電視動畫《毀滅世界的六人》主題曲的演唱工作。2008年9月24日，雙A面單曲發售。

## 作品
只記錄以Aimmy名義發售的作品，有關樹海的作品，請參考樹海條目。

### 單曲
- （2008年9月24日預定發售，商品番號GNCX-15）
  - ：東京電視台系、AT-X動畫《毀滅世界的六人》片尾曲。

## 外部連結
- *官方网站（日語）
- AimmyオフィシャルブログPowered by Ameba（页面存档备份，存于）（2008年10月7日〜）（日語）
- 渡辺マナミ+*（樹海・Aimmy) Twitter（页面存档备份，存于）（2010年4月〜）（日語）